# Ms Nina
Jorgelina Andrea del Valle Torres, conocida como Ms Nina (Córdoba, 22 de abril de 1993) es una cantante y compositora argentina, de estilos reguetón, dembow, hip-hop y trap.

## Biografía
Jorgelina Andrea del Valle Torres nació en Córdoba, Argentina. A los 13 años migró a España, concretamente vivió en la ciudad de Motril (España) en la cual desarrolló su pasión por el diseño y la música. En cuanto cumplió la mayoría de edad se trasladó a Barcelona donde pudo expandir su arte.
Inició su carrera con el diseño visual, específicamente arte kawaii en redes sociales, así como collages virtuales y montajes con una estética kitsch, glitch y glam. Sus diseños fueron usados por el movimiento trap español volviéndose muy famosos y siendo utilizados por gente como Kefta Boyz, PXXR GVNG, El Mini, La Zowi, La Goony Chonga, Tomasa del Real, Bad Gyal, La Favi, Bea Pelea etc y siendo reconocida por exponentes como Rosalía o Jedet.
La primera galería donde expuso su obra fue en el Espacio Ananas de Madrid. En 2017 expuso Bienvenidos al mundo de Nina en La Fresh Gallery.
Entre 2013 y 2014 se dedica al diseño gráfico y a acompañar a PXXR GVNG en algunas giras y salir en algunos videoclips o incluso editarlos ella misma, su arte se volvió reconocido en redes como Tumblr y ella lo definiría como collages de modelos y personajes icónicos que la marcaron, con un estilo barroco, mucha influencia de los 90 y del estilo MTV combinado con el ‘chonismo’ español, un poco de rosa, ‘glitter’ y purpurina.
Entre sus portadas más reconocidas siempre quedará en la historia la cover de PESI The Mixtape de El Mini uno de los trabajos más importantes del trap en España liberado en 2015 el cual fue precedido por la mixtape Drink More Pesi la cual vuelve a estar diseñada por ella.
En 2015 comienza a trabajar en la música y firma con el sello independiente La Vendicion Records y lanzó su primer sencillo «Chupa Chupa» con la colaboración de Chico Sonido, además del tema «Salami» de la mano de LWGHT. También colaboró en el álbum de Yung Beef: Perreo de la Muerte en el tema «Lusifel».
Su canción «Chic» alcanzó las primeras posiciones en los temas más escuchados en Spotify y fue utilizada en un anuncio de televisión muy viral para la compañía Chicfy.
Tras el éxito de su primer sencillo. Ms Nina empieza a hacerse conocida con su música la cual define como Neoperreo, música para divertirse y mover el culo libremente sin ningún estigma. Siendo 2016 el año en el que su trabajo despunta y empieza a aparecer en diferentes medios con entrevistas y reportajes como esta de WAG1 Magazine. Donde se declara entre otras cosas una mujer feminista:
"Me considero feminista, no por que me considere más que un tio, sino por que puedo decir lo mismo que dice un hombre."
Su carrera sigue en ascenso lanzando varias colaboraciones con exponentes como Khaled, Bad Gyal, Tomasa del Real, La Zowi, Bea Pelea, etc.; además, en diciembre de 2016, lanzó su mayor éxito: «Tu Sicaria», la cual cuenta con más de 100 millones de reproducciones.
En 2017, siguió teniendo bastante éxito con temas como «Traketeo», «Pastillas» o «Acelera» y a finales del año firma un contrato de distribución con Universal Music Group pero ella sigue siendo una artista independiente y todavía tiene una buena relación tanto de amistad como profesional con la gente de La Vendicion.
Su empoderamiento se hace obvio al escuchar sus canciones. Entre otras su canción «Reinas» con la artista Jedet fue un himno moderno contra los prejuicios.
Los siguientes años son de crecimiento para Ms Nina, haciendo bolos por distintos países, viajando y creando música incluso en Estados Unidos. En julio de 2019 lanzó su primer álbum: Perreando por fuera, llorando por dentro. Un álbum el cual fue lanzado a través de Mad Decent el sello estadounidense fundado por Diplo y que tuvo un gran éxito.

En sus canciones reivindica la sexualidad y el derecho a decidir sobre el cuerpo propio, en entrevista con Beatburguer, mencionó:
...Madonna es una mujer que es un referente súper importante para mí, imagínate Madonna en los 80 lo que hacía. Yo sin darme cuenta cuando empecé a hacer música, que nunca pensé que fuera dedicarme a ello, sin darme cuenta me di cuenta que en las canciones, en las letras, en lo que decía estaba reivindicando cosas y de la forma de ser. Y es muy bueno, porque las mujeres también nos sentimos sexy, las mujeres también nos queremos ver guapas, también estamos tristes, también tenemos ganas de tener sexo, también nos emborrachamos… ¿sabes lo que te digo? Así que es parte de lo que es Ms. Nina y parte de lo que las mujeres pueden sentir o ser.
A día de hoy es considerada una de las pioneras en el Neoperreo y es una artista muy respetada en el género urbano. Se centra en girar alrededor del mundo y en su saga de mixtapes Cocinando con La Nina, la primera edición se publicó a comienzos de 2020 y la segunda a finales del mismo año, ya en 2021 se publicaría la tercera parte.
En octubre de 2021 publicaría Sabrosura, una mixtape de 5 temas con colaboraciones internacionales como Pablo Chill-E.

## Discografía

### Álbumes &mixtapes
- Perreando por fuera, llorando por dentro (2019)
- Cocinando con La Nina (2020)
- Cocinando con La Nina 2 (2020)
- Cocinando con La Nina 3 (2021)
- Sabrosura (2021)

### Sencillos

#### Como artista principal
- Acelera (con La Favi) (2016).
- Chic (con Ikki) (2016). (BSO: anuncio de Chicfy)
- Tu Sicaria (prod. Beauty Brain) (2017).
- Traketeo (prod. Beauty Brain) (2017).
- Pastillitas (con La Favi, prod. KingDouDou) (2017).
- Reinas (con Jedet) (2017).
- Noche de Verano (con Talisto) (2017).
- Duele (con La Favi, prod. Beauty Brain) (2017).
- Rico Rico (prod. Beauty Brain) (2018).
- Los Angeles (2018).
- Y Dime (con Tomasa del Real) (2019).
- Te Doy (2019).
- Piscina (2019).
- Coqueta (2019).
- La Caprichosa (2020).
- Location (con Soto Asa) (2020).
- BAD BITCH (2021).
- SI QUIERES (2021).
- Sensaciones (con Pablo Chill-E) (2021).
- LAS REINAS (con Jedet) (2021).
- Mi Obsesión (2022).
- Imagínate (con Marcianeke) (2022).
- Revolea (con La Zowi, Taichu y Ebhoni) (2022).
- Tristechonda (2022).
- DESPELUCATE (2024).
- WIKI WIKI (con La Goony Chonga) (2025).

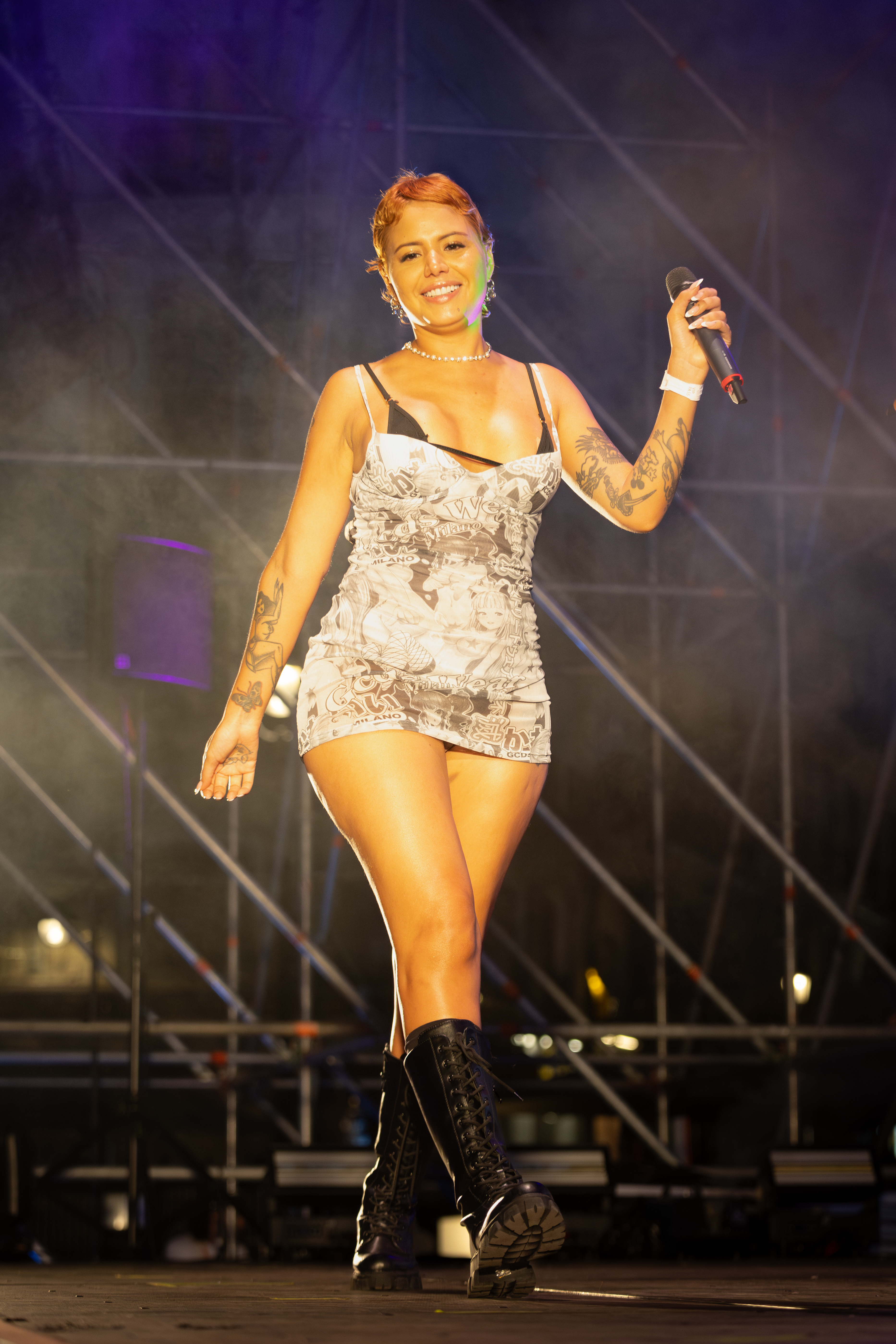
Ms Nina interpretando Arepa junto a MJ Nebreda en la Puerta del Sol de Madrid durante las celebraciones de Madrid Orgullo 2025.

#### Como artista invitada
- Chupa Chupa (con Chico Sonido) (2016).
- Oye Papi (con Bea Pelea y La Zowi) (2016).
- No Eres Bueno (con La Favi) (2016).
- Big Paper (con Aqeelion) (2017).
- Lluvia (con La Favi y Tomasa del Real) (2017).
- Te Llamé (con Talisto y Diego Adrián) (2018).
- Danger (con Beauty Brain y Space Surimi) (2018).
- Friki (con Beauty Brain) (2018).
- Jevi (con Dinamarca y La Favi) (2018)
- ¿De qué me culpas? (con Fangoria y Jedet) (2019).
- Vente (como Voctuzuma) [Remix] (con Leon Leiden) (2021).
- nasty (con Princesa Alba) (2021).
- Sammy Sosa (con Michaël Brun y LASTMONDAY) (2021).
- Ocho (con Michaël Brun, Fuego y LASTMONDAY) (2021).
- El Muchacho de los Ojos Tristes (con Mazmorra Brillante) (2022).
- Calor (con Swick y KingDouDou) (2022).
- La Perrería (con DJ MÄMI) (2022).
- Pingoneo (Con Dj Tra y Yomel El Meloso) (2022).
- Bebiendo (con La Favi) (2023).
- ARRODILLATE (con Six Sex y Taiu) (2023).
- DevoToto (con Jedet, Bea Pelea, Lizz, Kenya Racaile y Pipo Beatz) (2023).
- Haciendo Fila (con Pipo Beatz y Tunechikidd) (2023).
- Spanish Pound Town (con LaBlackie) (2023).
- Arepa (con MJ Nebreda y INVT) (2023).
- Paleta (con Ceaese y Julianno Sosa) (2023).
- PUSHAINA (con Bellakath) (2024).
- Meloncito (con El Nick DGO) (2024).
- Leche Rizá (con El Bugg) (2024).
- Mambo Pa Las Gatas (con Lizz) (2025).
- Oye Mami (con Bea Pelea y La Zowi) (2025).
- MOTOR (con Mia Badgyal y Carlos do Complexo) (2025).
- MOTOR REMIX (Mia Badgyal, Clamentaum y Mc Binn) (2025).
- RAMPIPAMPI (con Vicco y Quimico Ultra Mega) (2025).

#### Apariciones especiales
- Lusifel (con Yung Beef, La Favi y El Mini) (2015).
- Despacio (con Bad Gyal) (2016).
- Voy a Poseerte (con El Mini) (2016).
- Toda Friki (con Chico Sonido y La Favi) (2017).
- Quiero Decirte Al Oído (con Vinila von Bismark) (2017).
- Culona (con Bea Pelea) (2018).
- No Tengo Tiempo (con Jedet, Nerso Beats y Brisa Fenoy) (2018).
- Chuleria (con Afrojuice 195) (2018).
- Apretaito (con Paul Marmota, MC Buzz y Many ElDomi) (2020).
- Perreo Hot (con El Mini y Khaled) (2020).
- No Me Llama (con Juan Ingaramo) (2021).
- La CSM 3.0 (con Rojas On The Beat, Harry Nach, Ator Untela y WE$T DUBAI) (2021).
- Peces en el Río (con Samantha Hudson) (2021).
- Gateo (con Isabella Lovestory) (2022).
- Diablita (Remix) (con El Malilla y Nando Produce) (2023).
- Gatito Ñau (con Loyaltty y Kaydy Cain) (2024).